# Schweriner Rudergesellschaft

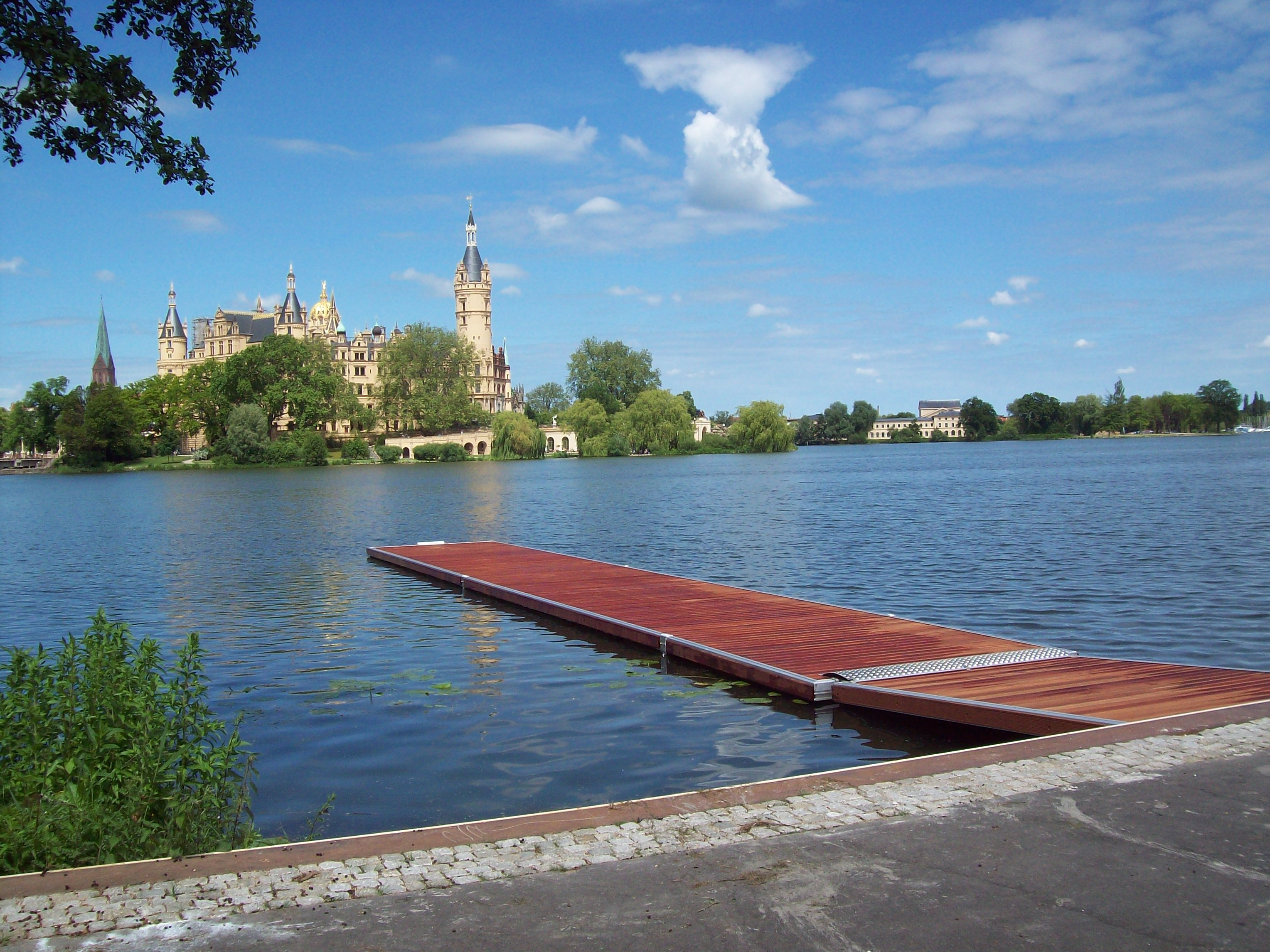
Rudersteg gegenüber vom Schweriner Schloss

Die Schweriner Rudergesellschaft von 1874/75 (SRG) ist ein Sportverein aus Schwerin.

## Geschichte und Lage
Seit 1871 gab es in Schwerin den Ruderclub § 11, der sich 1875 in Ruderclub Obotrit umbenannte. 1874 wurde der Ruderverein Schwerin gegründet, im Jahr darauf der Ruderverein Vorwärts. Alle Vereine lagerten ihre Boote anfangs in der Münzstraße am Beutel, einer Bucht des Schweriner Sees. Zum 1. Januar 1921 schlossen sich der bürgerliche Ruderverein Schwerin und der Arbeiter-Ruderverein Vorwärts zur Schweriner Rudergesellschaft von 1874/75 zusammen.
Nach dem Zweiten Weltkrieg war die Sektion Rudern des SG Dynamo Schwerin bis 1990 das Zentrum des Schweriner Ruderns. 1990 wurde die Schweriner Rudergesellschaft von 1874/75 wiedergegründet.
Das Vereinsheim wurde 2008 am historischen Standort am Franzosenweg wiedererrichtet.

## Bekannte Sportler
Hannes Ocik gewann als Schlagmann des Deutschland-Achters zwei olympische Silbermedaillen. Er war dreimal Weltmeister und siebenmal Europameister.
2019 wurde Marie-Louise Dräger Weltmeisterin im Leichtgewichts-Einer. Sie war zuvor lange für den ORC Rostock angetreten und kam 2018 nach Schwerin.